# Afro-Turken
Afro-Turken vormen een bevolkingsgroep in Turkije. Het betreft inwoners van Turkije met een volledige of gedeeltelijke Afrikaanse afkomst waarvan de voorouders zich vroeger in het Ottomaanse Rijk hadden gevestigd.

## Herkomst
Een groot deel van de Afro-Turken stamt af van mensen die vroeger in slavernij op boerderijen of in huizen werkten. Toen de slavernij in het Ottomaanse Rijk werd afgeschaft vestigden de voormalige slaven zich in de gebieden waar ze vroeger werkten. Zij die in de landbouw werkten, waren geconcentreerd in gebieden waar veel katoenproductie voorkwam. Om die reden vindt men de meeste Afro-Turken tegenwoordig aan de Egeïsche kust en in het Middellandse Zeegebied.
Als gevolg van de bevolkingsuitwisseling tussen Turkije en Griekenland kwam in 1923 een aantal Afro-Turken van het eiland Kreta naar Turkije. De meeste zwarten op Kreta waren moslims, en om die reden werden ze gedwongen naar Turkije te verhuizen.

## Aantal en assimilatie

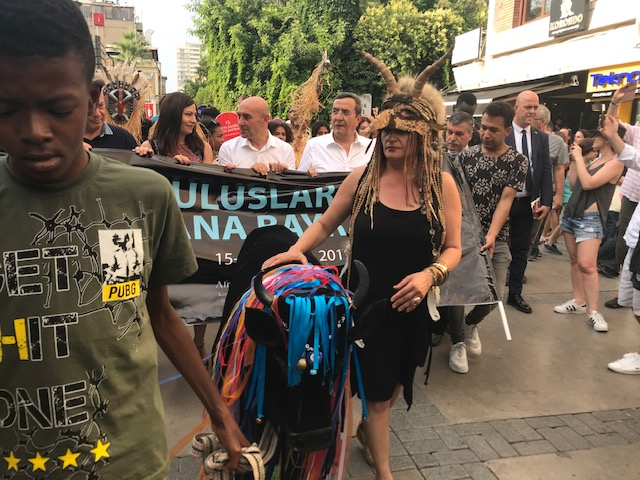
Viering van Dana Bayramı

Het geschat aantal Afro-Turken dat tegenwoordig in Turkije woont, loopt uiteen van 5.000 tot 200.000. Van de oorspronkelijke identiteit rest er weinig. De slaven in het Ottomaanse Rijk kregen een andere naam, werden gedwongen bekeerd tot de islam en moesten hetgeen wat met hun leven in Afrika te maken had achterlaten. De druk tot aanpassen werd groter toen de Turkse overheid in 1923, om het land tot een eenheid te vormen, de Turkse identiteit aan alle burgers van bovenaf op wilde leggen.
Sinds 2006 viert men weer het lentefeest Dana Bayramı (Kalfsfeest). Deze Afro-Turkse traditie werd aanvankelijk tot in de jaren vijftig van de vorige eeuw in stand gehouden, waarna het feest in de vergetelheid raakte.
In Turkije bekende Afro-Turken zijn Esmeray die in de jaren 70 een succesvol zangeres was en Ahmet Ali Çelikten. Çelikten werd in 1883 in İzmir geboren en wordt beschouwd als de eerste zwarte piloot in de wereldgeschiedenis.